# Томмі Томас (пітчер)
Альфонс "Томмі" Томас (23 грудня 1899 — 27 квітня 1988) — американський професійний бейсбольний пітчер, який грав у Вищій бейсбольній лізі за команди Чикаго Вайт Сокс (1926-1932), Вашингтон Сенаторс (1932-1935), Філадельфія Філліс (1935), Сент-Луїс Браунс (1936-1937) і Бостон Ред Сокс (1937). Відбивав і кидав правою рукою.

## Біографія
Томас народився в Балтиморі, штат Меріленд, і закінчив середню школу Балтиморського міського коледжу.

### Кар'єра
Томас грав за Чикаго Вайт Сокс, Вашингтон Сенаторс, Філадельфія Філліс, Сент-Луїс Браунс та Бостон Ред Сокс. З 1926 по 1929 рік у складі Вайт Сокс Томас тричі входив до топ-10 Американської ліги за середнім показником зароблених пробіжок і тричі за кількістю перемог. 1927 року він очолив Американську лігу з 36 розпочатими іграми і розділив першість з 307+2⁄3 подачами, а 1929 року він очолив лігу з 24 повними іграми. У 1926 році він утримував середній показник вибивання на рівні 0,244, ставши лідером серед усіх пітчерів Американської ліги. У 1928 році він зайняв 15-е місце в голосуванні за звання найціннішого гравця Американської ліги.
Як гравець нападу, Томас був кращим за середній, маючи середній показник відбивання 195 (141 ударів у 722 виходах на біту) з 57 ранами, 3 хоум-ранами, 71 RBI (пробіжками, заробленими відбиванням) та 40 базами через помилки пітчера. В обороні він був кращим за середній, показавши відсоток успішних дій у полі 975, що на 19 пунктів вище за середній показник ліги на його позиції.
Уродженець Балтимора також був видатною зіркою пітчингу, а пізніше — менеджером команди Балтимор Оріолс у Міжнародній лізі. Томас виступав за Оріолс з 1921 по 1925 рік, здобувши 24 перемоги у 1921 році та вражаючі 32 перемоги у 1925 році. На початку сезону 1925 року Томас вимагав вищої зарплати, і після закінчення сезону власник «Оріолс» Джек Данн, як повідомляється, продав його Вайт Сокс за 15 000 доларів. Пізніше він ненадовго повернувся до Балтимора як пітчер у 1935 році, а потім працював пітчер-менеджером протягом 1940-х років. Як пітчер Оріолс, він мав сильний рекорд у 108 перемог і 56 поразок (.659), а враховуючи його виступи за Баффало Байсонс з 1918 по 1920 рік, його кар'єрний рекорд у Міжнародній лізі становить 138 перемог і 85 поразок (.613). За десять сезонів (1940–1949) на посаді менеджера його команда Оріолс мала рекорд 638 перемог і 734 поразки (.475), причому три сезони завершилися з позитивним балансом перемог і поразок.
З 1949 по 1973 рік Томас працював скаутом для Бостон Ред Сокс, за винятком короткого періоду, коли він був генеральним менеджером філії Бостона в Американській асоціації, команди Міннеаполіс Міллерс. Він помер у Далластауні, штат Пенсильванія, у віці 88 років.